# Big South Fork Scenic Railway
| Ein Zug fährt am Roaring Paunch Creek (Bach) entlang |                      |                                                   |                                                   |
| Die Strecke der Big South Fork Scenic Railway |                      |                                                   |                                                   |
| Streckenlänge: | 5,9 km               |                                                   |                                                   |
| Spurweite: | 1435 mm (Normalspur) |                                                   |                                                   |
| Maximale Neigung: | 35 ‰                 |                                                   |                                                   |
| |                      |                                                   |                                                   |
| \| \| \| Einmündung in die Norfolk Southern Railway \| \| \| \| \| Beginn der Big South Fork Scenic Railway \| \| \| \| 0,0 \| Sterns Depot, McCreary County Museum \| 409 m ü. M. \| \| \| \| Wilburn K. Ross Highway \| \| \| \| 0,3 \| Crossroads Railcar Service \| Crossroads Railcar Service \| \| \| \| Route 1651 \| \| \| \| 5,9 \| Barthell Coal Camp, aktueller Endpunkt \| 261 m ü. M. \| \| \| (9,4) \| Blue Heron, ehem. Endpunkt der BSFSRY \| 238 m ü. M. \| \| \| \| Roaring Paunch Creek \| \| \| \| 7,9 \| Abzweigung \| Abzweigung \| \| \| 9,1 \| Comargo Ausweichstelle \| 246 m ü. M. \| \| \| \| Kentucky and Tennessee Railway (Strecke abgebaut) \| \| \| \| \| Worley Branch \| \| \| \| \| Worley \| \| \| \| 12,5 \| Yamacraw \| Yamacraw \| \| \| \| Big South Fork Cumberland River \| \| \| \| 15,8 \| Oz \| Oz \| \| \| 18,6 \| White Oak Junction \| 242 m ü. M. \| \| \| \| Abzweigung \| \| \| \| (20,4) \| Cooperative \| Cooperative \| \| \| 25,1 \| Fidelity \| Fidelity \| \| \| \| Exodus \| \| \| \| 32 \| Bell Farm \| 282 m ü. M. \| \| \| \| \| \| \| Quellen: [1] \| \| \| \| |                      |                                                   |                                                   |
| Abzweig quer und von rechts · Strecke quer |                      | Einmündung in die Norfolk Southern Railway        | Einmündung in die Norfolk Southern Railway        |
| Wechsel des Eisenbahninfrastrukturunternehmens |                      | Beginn der Big South Fork Scenic Railway          | Beginn der Big South Fork Scenic Railway          |
| Bahnhof | 0,0                  | Sterns Depot, McCreary County Museum              | 409 m ü. M.                                       |
| Strecke mit Straßenbrücke |                      | Wilburn K. Ross Highway                           | Wilburn K. Ross Highway                           |
| Abzweig geradeaus und nach links · Betriebs-/Güterbahnhof Streckenende und quer | 0,3                  | Crossroads Railcar Service                        | Crossroads Railcar Service                        |
| Strecke mit Straßenbrücke |                      | Route 1651                                        | Route 1651                                        |
| Haltepunkt / Haltestelle | 5,9                  | Barthell Coal Camp, aktueller Endpunkt            | 261 m ü. M.                                       |
| Strecke · Kopfbahnhof Streckenanfang | (9,4)                | Blue Heron, ehem. Endpunkt der BSFSRY             | 238 m ü. M.                                       |
| Strecke · Brücke über Wasserlauf |                      | Roaring Paunch Creek                              | Roaring Paunch Creek                              |
| Abzweig geradeaus und von links · Strecke nach rechts | 7,9                  | Abzweigung                                        | Abzweigung                                        |
| Haltepunkt / Haltestelle (Strecke außer Betrieb) | 9,1                  | Comargo Ausweichstelle                            | 246 m ü. M.                                       |
| Strecke (außer Betrieb) |                      | Kentucky and Tennessee Railway (Strecke abgebaut) | Kentucky and Tennessee Railway (Strecke abgebaut) |
| Brücke über Wasserlauf (Strecke außer Betrieb) |                      | Worley Branch                                     | Worley Branch                                     |
| Haltepunkt / Haltestelle (Strecke außer Betrieb) |                      | Worley                                            | Worley                                            |
| Haltepunkt / Haltestelle (Strecke außer Betrieb) | 12,5                 | Yamacraw                                          | Yamacraw                                          |
| Brücke über Wasserlauf (Strecke außer Betrieb) |                      | Big South Fork Cumberland River                   | Big South Fork Cumberland River                   |
| Haltepunkt / Haltestelle (Strecke außer Betrieb) | 15,8                 | Oz                                                | Oz                                                |
| Haltepunkt / Haltestelle (Strecke außer Betrieb) | 18,6                 | White Oak Junction                                | 242 m ü. M.                                       |
| Abzweig geradeaus und nach links (Strecke außer Betrieb) · Strecke von rechts (außer Betrieb) |                      | Abzweigung                                        | Abzweigung                                        |
| Kopfbahnhof Streckenende (Strecke außer Betrieb) · Strecke (außer Betrieb) | (20,4)               | Cooperative                                       | Cooperative                                       |
| Haltepunkt / Haltestelle (Strecke außer Betrieb) | 25,1                 | Fidelity                                          | Fidelity                                          |
| Haltepunkt / Haltestelle (Strecke außer Betrieb) |                      | Exodus                                            | Exodus                                            |
| Kopfbahnhof Streckenende (Strecke außer Betrieb) | 32                   | Bell Farm                                         | 282 m ü. M.                                       |
| |                      |                                                   |                                                   |
| Quellen: |                      |                                                   |                                                   |

Die Big South Fork Scenic Railway ist eine Eisenbahngesellschaft in Stearns im US-Bundesstaat Kentucky. Sie betreibt einen sechs Kilometer langen Streckenabschnitt der ehemaligen Kentucky and Tennessee Railway zwischen Stearns und dem Barthelle Coal Camp. Es verkehren Ausflugszüge von Anfang April bis Ende Dezember.

## Geschichte
Im Jahr 1902 kaufte Justus S. Stearns aus Ludington (Michigan) 75 Quadratkilometer Waldland im Süden von Kentucky. Bald darauf wurden dort Kohlevorkommen entdeckt und daraufhin die Stearns Coal & Lumber Company gegründet. Das Unternehmen erbaute die Stadt Stearns, als Stützpunkt der Holz- und Bergbauindustrie. Sie verfügte später über 320 Quadratkilometer Landbesitz. Das Unternehmen beschäftigte damals über 2200 Arbeiter, die in 18 Kohle- und Holzlagern lebten und arbeiteten. Die Bewohner erhielten vom Unternehmen Wasser, Strom und Dampfwärme zum Beheizen ihrer Häuser. Zu den Freizeiteinrichtungen gehörten ein Golfplatz, Tennisplätze, eine Poolhalle und ein Baseballfeld.

### Die Kentucky and Tennessee Railway

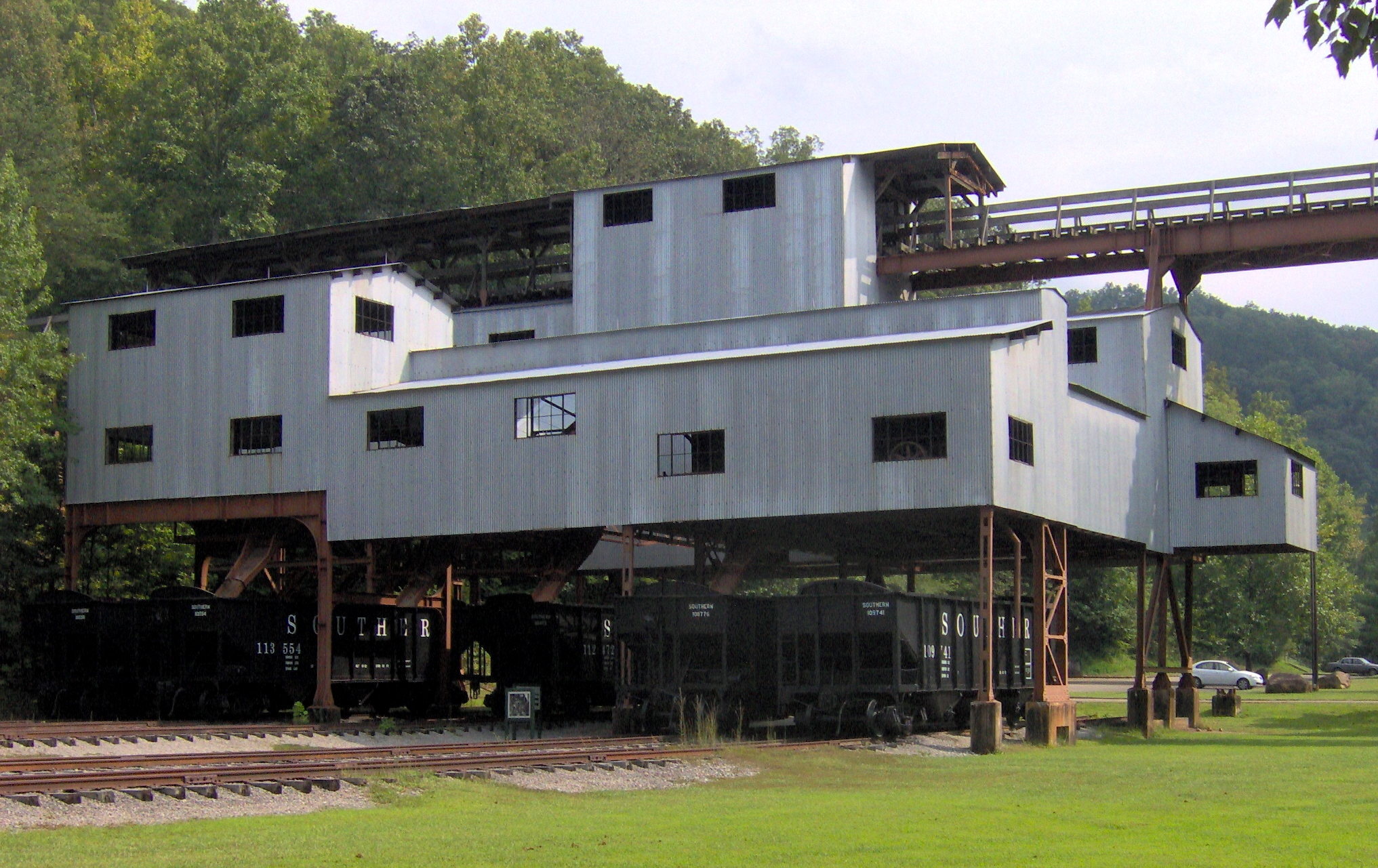
Kohleverladung in Blue Heron, September 2009

Zur Versorgung der Region wurde bald darauf die Kentucky and Tennessee Railway gegründet. Das Unternehmen errichtete eine Strecke, die über 40 Kilometer durch das Tal des Big South Fork River führte. Die K&T sorgte für den Abtransport von Holz und Kohle, für den Personenverkehr und für die Versorgung der Arbeiter mit Vorräten. Zur Bewältigung des Transportvolumens verfügte sie über elf Dampflokomotiven. Später kaufte die K&T von der Southern Railway die Lok Nr. 4501 (K&T Nr. 12). Diese wurde 1964 außer Dienst gestellt. Die einzig erhaltene originale K&T-Dampflok ist die Nr. 10. Beide Lokomotiven befinden sich heute im Tennessee Valley Railroad Museum in Chattanooga.
1963 stellte die K&T auf Dieselbetrieb um. Es wurden vier gebrauchte ALCo-S2 Diesellokomotiven erworben, diese blieben bis zur Einstellung der Bahn im Dienst.

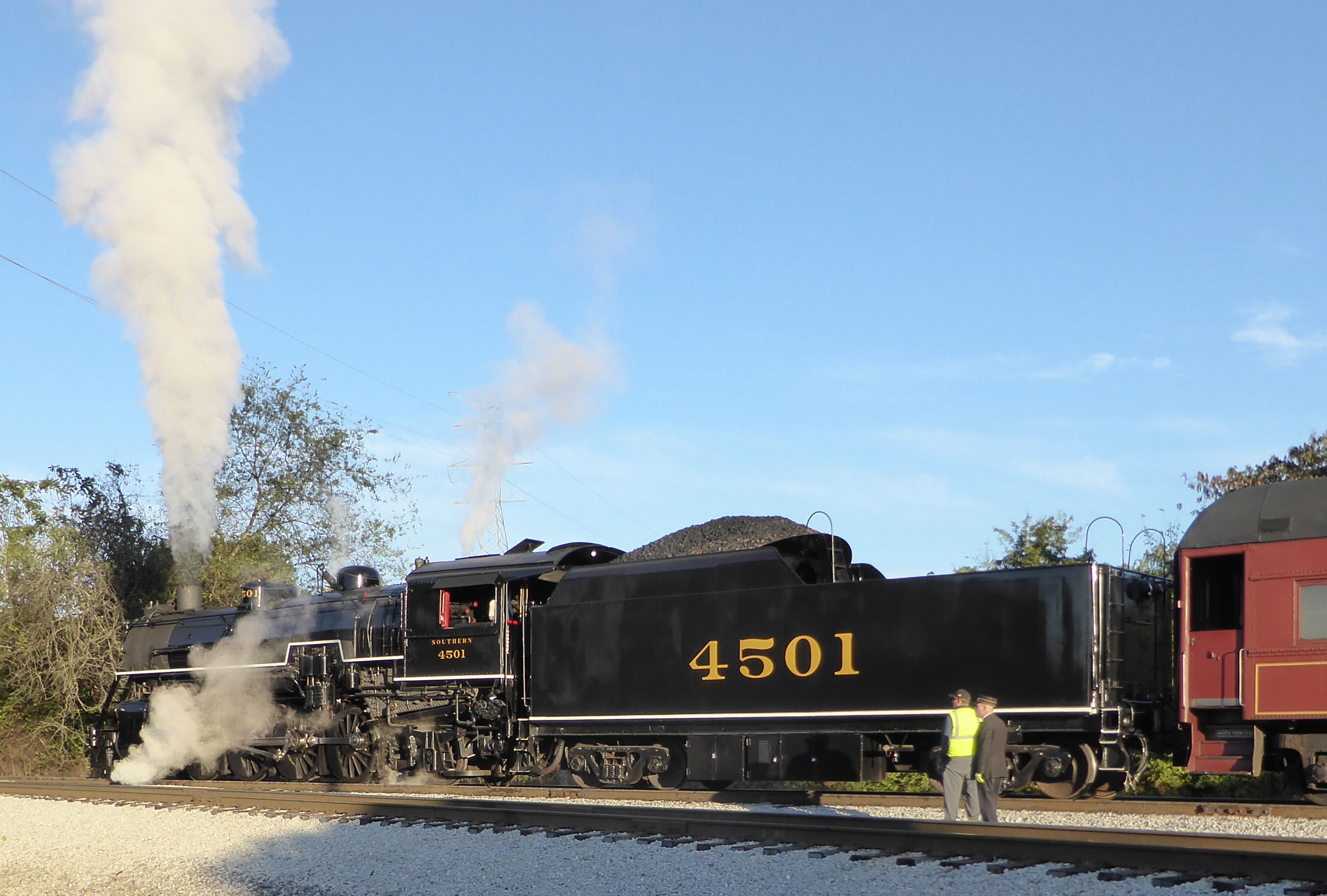
SOU Nr. 4501 im Tennessee Valley Railroad Museum, Oktober 2014

In den 1950er Jahren schloss die Stearns Company mehrere Kohleminen. Daraufhin wurde der Personenverkehr eingestellt. 1976 verkaufte die Stearns Coal & Lumber Company ihre Bergbaubetriebe an die Blue Diamond Coal Company. Der Landbesitz des Unternehmens ging auf den National Forest, die Big South Fork National River and Recreation Area und in Privateigentum über. Der Kohleabbau entlang der K&T-Strecke wurde 1987 eingestellt.

## Die Big South Fork Scenic Railway
Die Big South Fork Scenic Railway wurde am 1. Juli 1982 gegründet. Sie begann den Betrieb mit zwei Diesellokomotiven und selbst gebauten offenen Personenwagen. Heute beginnen die Züge in Stearns und enden nach sechs Kilometern beim Barthell Coal Camp. Die Züge verkehren von Anfang April bis Ende Dezember. Im Zugticket enthalten ist der Eintritt des McCreary County Museum in Stearns, das Leben in Kentuckys Kohleunternehmen in der ersten Hälfte des 20. Jahrhunderts zeigt.

### Sonderzüge
- Easter Bunny – Oster-Zug im April
- Outlaw Express – im Mai, mit Theateraufführung
- Murder Mystery – im Juni und Juli, mit Theateraufführung
- Polar Express – im November und Dezember[4]

## Fahrzeuge
- Für die Ausflugszüge werden EMD-Diesellokomotiven verwendet.
- Aktuell restauriert die Eisenbahn im Depot Stearns eine ALCo 0-6-0-Dampflokomotive der Union Pacific Railroad von 1944.[5]